# Слюсарні роботи

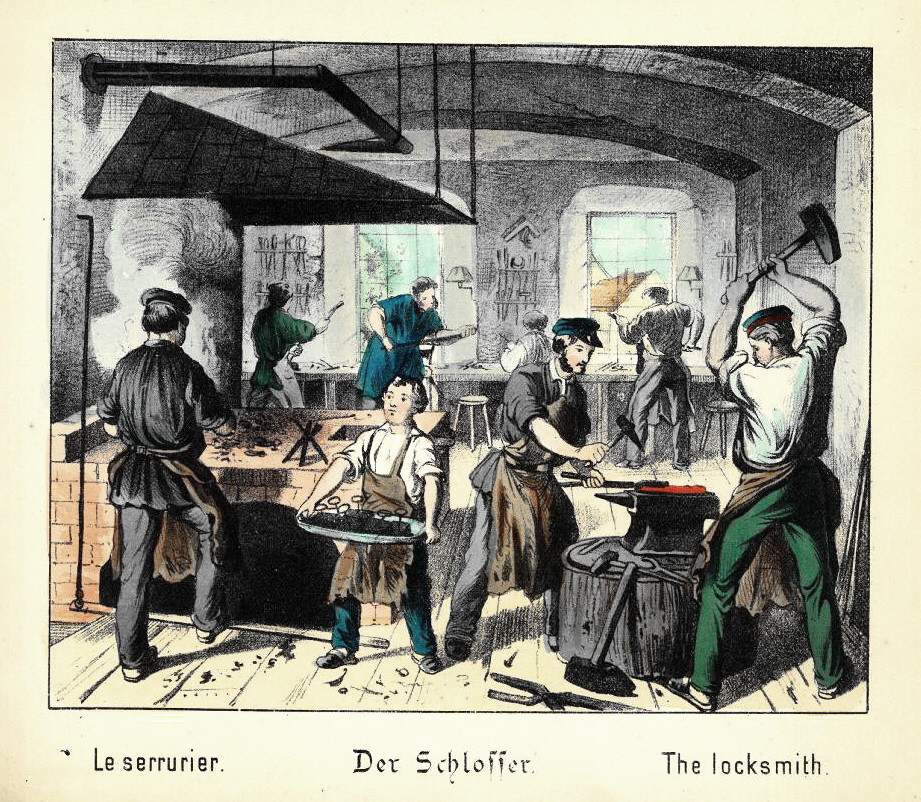
Слюсарна майстерня у 1880 році

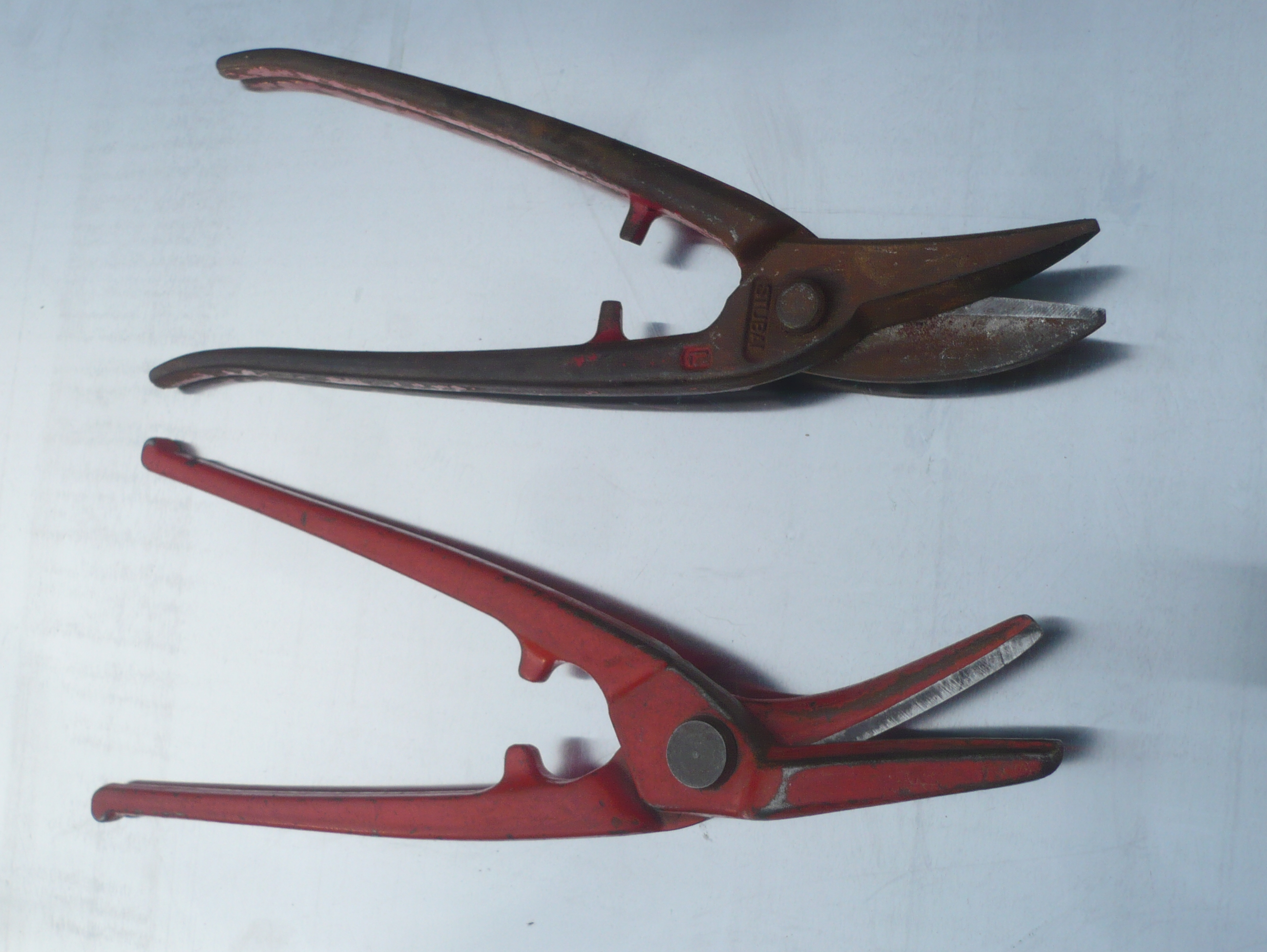
Ножиці для різання листового металу

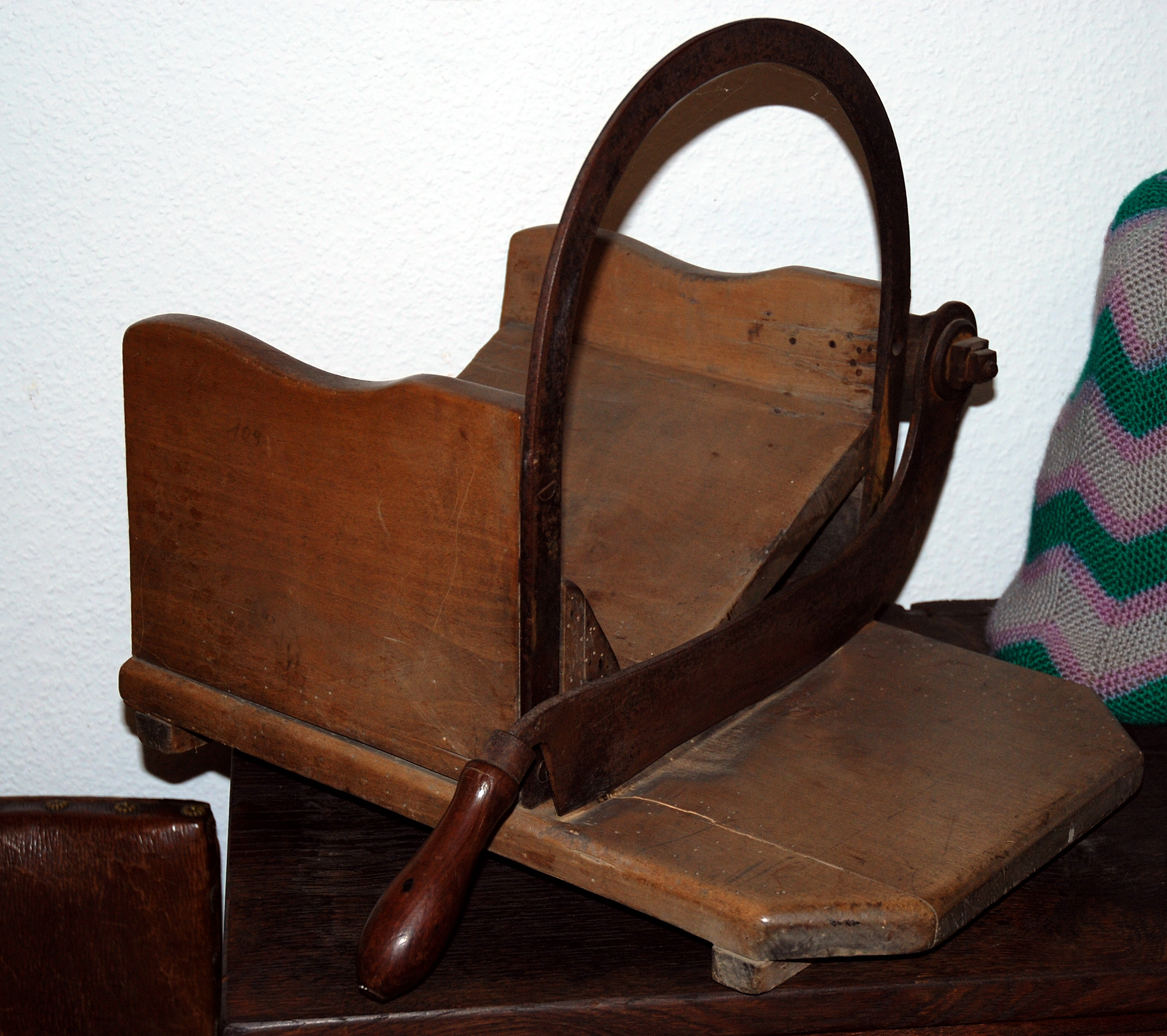
Махові ножиці

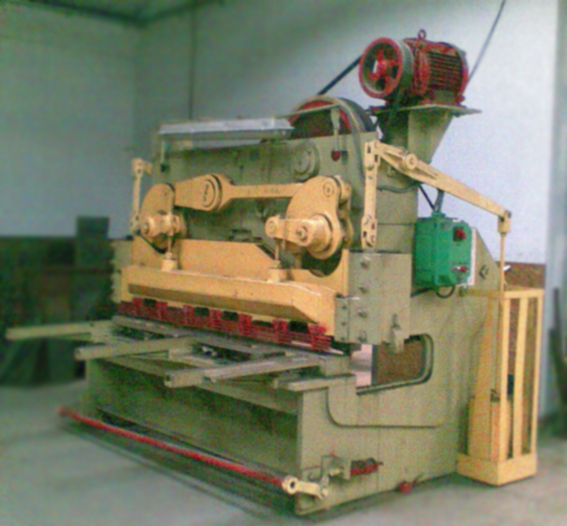
Гільйотинні ножиці з гідроприводом

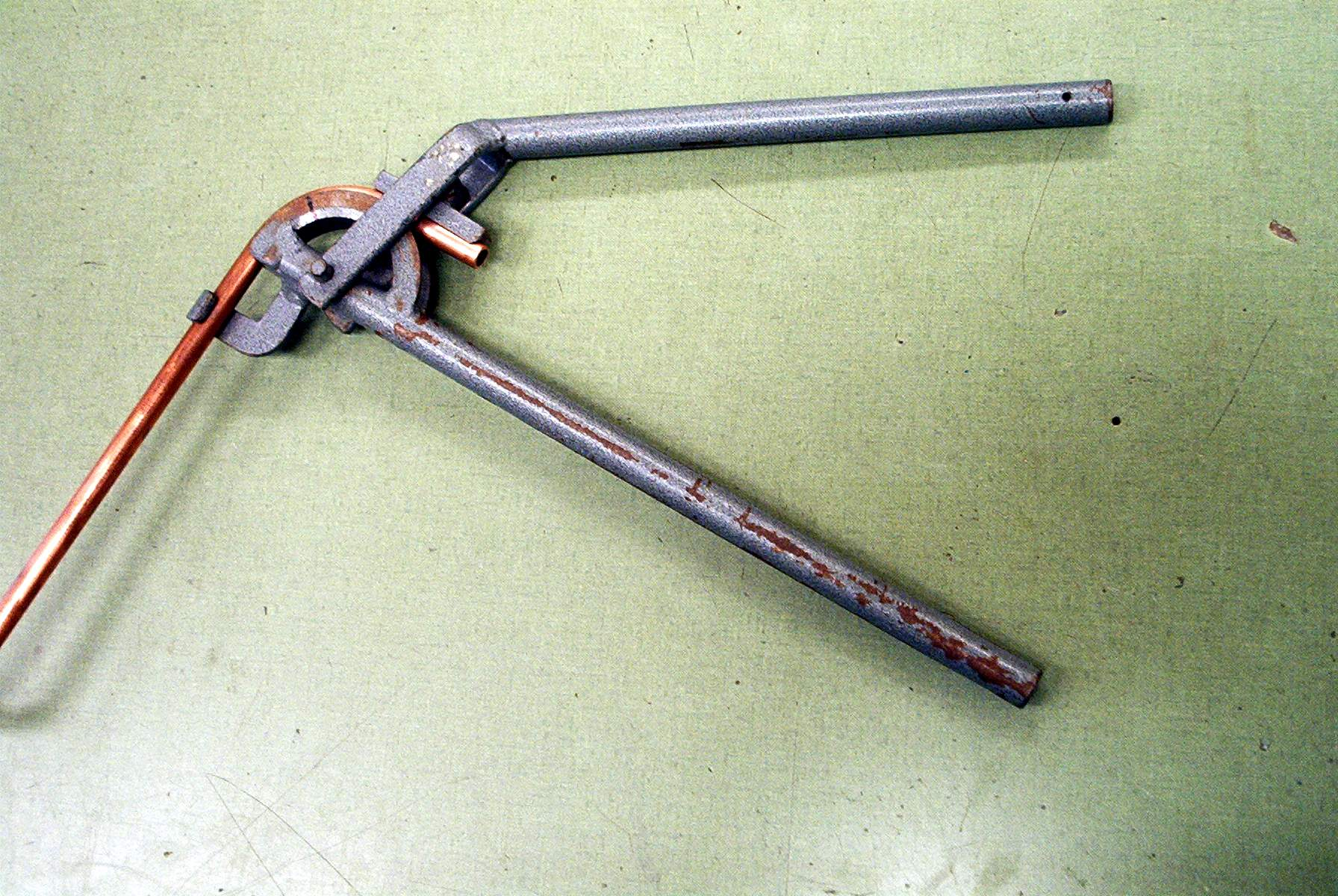
Гнуття труби з використанням ручного трубовигинача

Слюса́рне обро́блення, слю́са́рство — оброблення, яке виконують ручним інструментом чи машиною ручної дії. Слюсарні роботи зазвичай доповнюють механічну обробку металів на верстатах або завершують виготовлення металевих виробів з'єднуванням деталей, складанням машин та механізмів, регулюванням їх.
Слюсарні роботи відрізняються різноманітністю операцій. Коло цих операцій обумовлюється характером виробництва. При індивідуальному виробництві до слюсарних робіт, що виконуються на робочому місці відносяться: розмічання, рубання, різання металу, обпилювання, шабрування, притирання, свердління, нарізування різі та ін. При серійному виробництві перелік слюсарних операцій виконуваних на одному робочому місці, звужується внаслідок розподілу праці між робітниками.

## Основні види слюсарних робіт

### Розмічання
Розмічанням називається операція нанесення розмічальних рисок або ліній на заготовках (виливках, поковках тощо), що визначають контури майбутньої деталі та припуски на оброблення або місця, що підлягають обробленню. Розмічальні мітки наносять кернером, рисувалкою, циркулем, рейсмусом чи штангенциркулем. Розмічальне робоче місце обладнується розмічальними плитами, підкладками, поворотними пристроями та ін. Розмітка буває площинною і об'ємною. Площинній розмітці підлягає листовий матеріал, об'ємній — виливки, поковки та інші заготовки. Розмітка широко застосовується в індивідуальному і дрібносерійному виробництві. Похибка, що отримується при звичайних методах розмічання, становить приблизно 0,5 мм.

### Слюсарне рубання
Рубанням називається слюсарна операція, коли за допомогою різального (зубила, крейцмейселя та ін.) та ударного (слюсарного молотка) інструмента з поверхні заготовки видаляють зайвий шар металу або розділяють заготовку на частини. При рубанні фасонні деталі закріплюють у лещатах, смуговий чи листовий матеріал рубають в лещатах на плиті або на кувалді.
Залежно від призначення оброблюваної деталі рубання може бути чистовим або чорновим. У першому випадку зубилом за один робочий хід знімають шар металу товщиною 0,5…1 мм, у другому — 1,5…2 мм. Точність обробки, що досягається при рубанні, становить 0,4…1 мм.

### Різання
Різанням називають слюсарну операцію відділення частини заготовок від сортового або листового металу. Різання здійснюють ручними або спеціальними ножицями (без зняття стружки), або ножівками чи на відрізних верстатах (із зняттям стружки). До різання також належить надрізування металу.
Ножиці бувають ручні: звичайні (товщина матеріалу різання до 1 мм), силові (до 2,5 мм), важільні (до 4 мм), махові (до 12, 5 мм) та кривошипні гільйотинного типу (до 32 мм).
Слюсарна ножівка складається з рамки з ручкою і ножівкового полотна. Ножівкове полотно виготовляється із сталей У10А та Х6ВФ, що мають твердість 51…61 HRC.

### Випрямляння та рихтування
Випрямляння та рихтування — це операції з випрямлення металу, заготовок і деталей, що мають вм'ятини, випини, хвилястість, жолоблення, викривлення тощо.
Тонкі деталі правлять дерев'яними молотками, товсті — сталевими молотками з радіусними бойками. Вали, осі та інші подібні деталі правлять як у холодному, так і нагрітому стані на стаціонарних пресах, прутковий матеріал на спеціальних прави́льно-калібрувальних верстатах.

### Обпилювання металу
Обпилюванням називається операція з обробки металів та інших матеріалів зняттям незначного шару напилками вручну або на обпилювальних верстатах.
Обпилюванням усуваються похибки попередньої обробки: знімаються задирки і забезпечується необхідна посадка деталей, що сполучаються при складанні. Обпилювання виконується ручними напилками різноманітної форми, розмірів і насічки. За величиною насічки напилки поділяються на драчеві, личкувальні та оксамитові. Перші служать для грубих обдирних робіт, решта забезпечують чистішу обробку поверхні.
Припуски на обпилювання залишають в межах 0,5…0,25 мм. Точність обробки обпилюванням становить 0,2…0,05 мм (іноді — до 0,001 мм).

### Шабрування
Шабрування — це точна обробка поверхні деталі шляхом знімання мікроскопічно тонкого шару металу за допомогою спеціального однолезового слюсарного інструмента — шабера. Шабруванням забезпечують точніше прилягання тертьових поверхонь. Шабер дозволяє знімати дуже тонкий шар металу від 0,05 до 0,005 мм.

### Притирання
Притирання — метод чистової абразивної обробки поверхонь деталей шліфувальними порошками чи пастами, за якого обробний інструмент і заготовка одночасно здійснюють відносний рух із швидкостями одного порядку, або в разі нерухомості одного з них інший здійснює складний рух.
Притиранням досягається щільне герметичне прилягання поверхонь деталей, наприклад: притирання клапанів. Притиральні порошки виготовляються з твердих матеріалів: алмазів, карборунду, скла та ін. Їх перемішують з технічною оливою і наносять на поверхні обробки, після чого деталям, що притираються, надається відносний рух з легким притискуванням. Притиральні роботи проводяться із застосуванням ручних та електричних дрилів, а також у притиральних верстатах.

### Гнуття
Гнуття — утворення чи зміна кутів між частинами заготовки або надання їй криволінійної форми.
Ручне гнуття виконують в лещатах за допомогою молотка та різних пристосувань. Зусилля, яке необхідне при цьому докласти, і послідовність операцій при згинанні залежать від матеріалу, форми і поперечного перерізу заготовки. При цьому важливо правильно визначити розміри заготовки. Їх визначають за кресленням з урахуванням радіусів всіх вигинів. Найпростіше здійснювати гнуття тонкого (0,3…1 мм) листового металу. Щоб точно загнути деталь, її з двох сторін, аж до лінії загину, затискають дерев'яними брусками (оправками). Гнуття може виконуватись на пресах за допомогою пуансона і V-подібної матриці.
Сюди ж відносяться прийоми та методи гнуття труб з використанням ручних і механізованих трубовигиначів різних конструкцій.